# Delosperma intonsum
Delosperma intonsum är en isörtsväxtart som beskrevs av L. Bol.. Delosperma intonsum ingår i släktet Delosperma, och familjen isörtsväxter. Inga underarter finns listade i Catalogue of Life.